# Stockholm Norvik Hamn

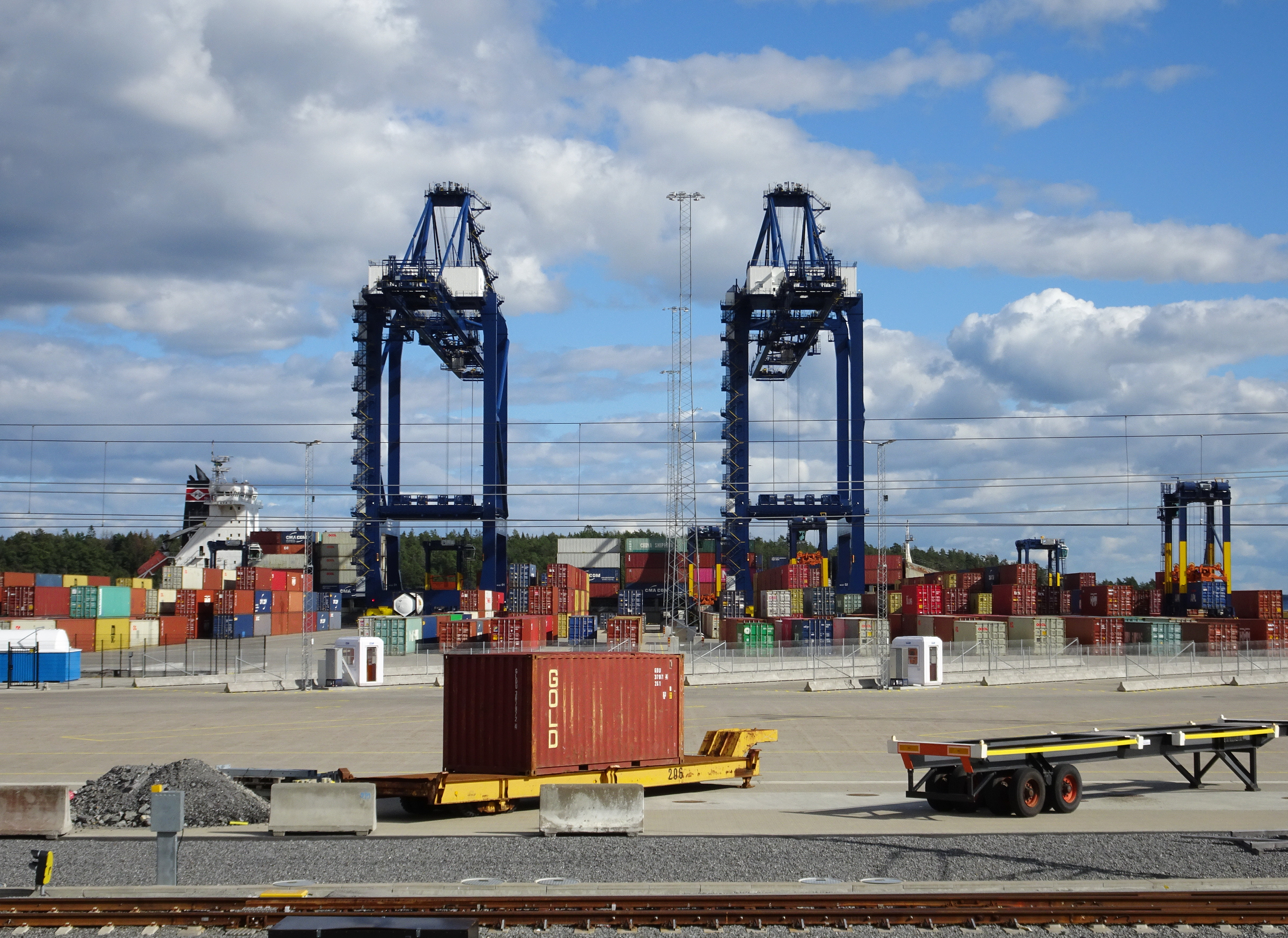
Hamnen i september 2021.

Stockholm Norvik Hamn är en container- och roro-hamn, som anlagts på Norvikudden strax norr om Nynäshamns oljehamn. Anläggningen är en uthamn till Stockholm. Byggarbetena påbörjades 2016 och hamnen invigdes 27 maj 2020. Anläggningen ägs av Stockholms Hamnar.

## Byggnadsbeskrivning

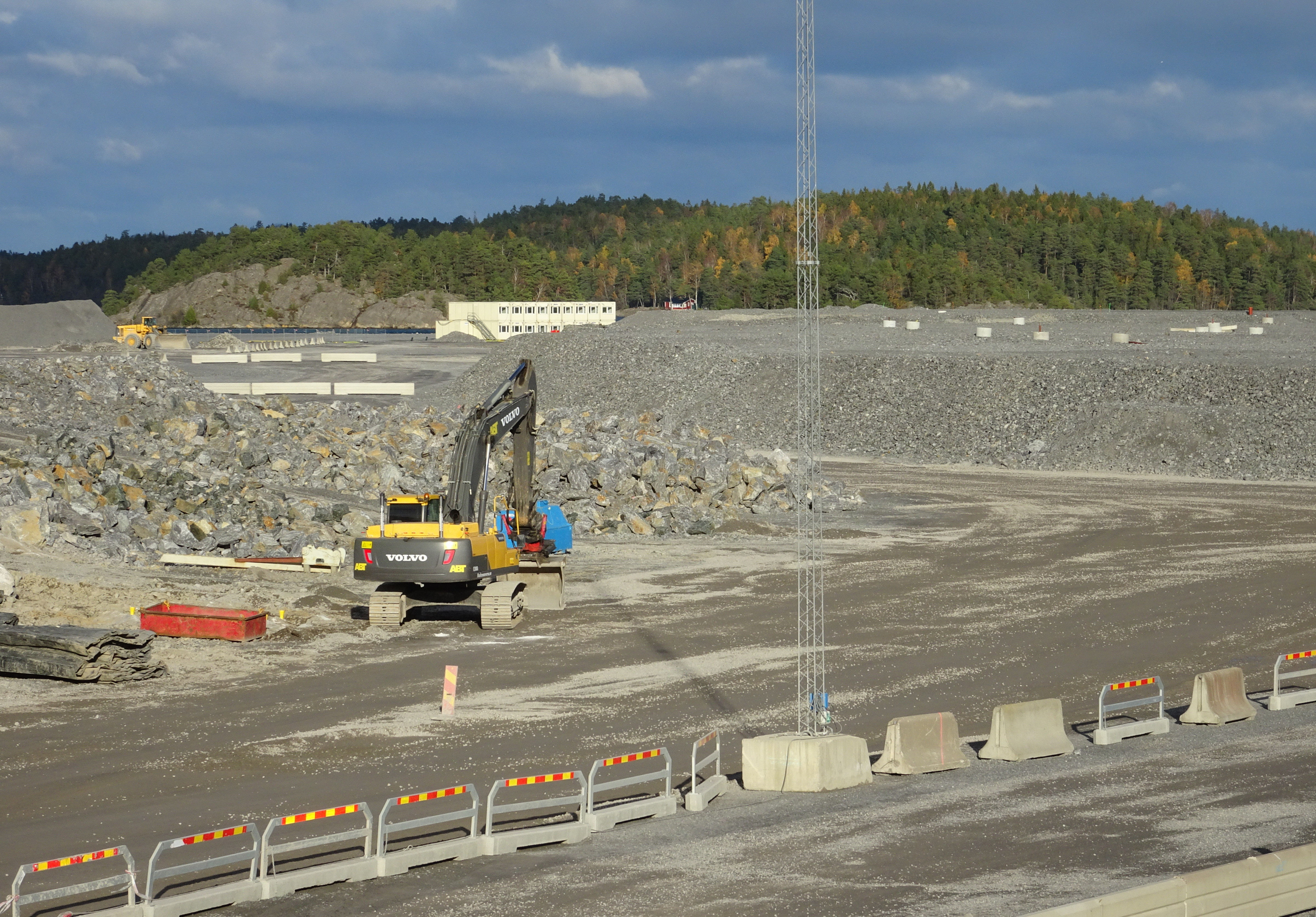
Byggarbeten i oktober 2017.

Arbetet med att bygga hamnanläggningen påbörjades i september 2016. Redan tidigare hade markarbeten inletts. Mellan september 2016 och mars 2017 pågick muddringsarbeten på botten runt det blivande hamnområdet.
Hamnens yta omfattar drygt 600 000 m² (60 ha) mark. Den omfattar 1 400 kajmeter och sju kajplatser samt fyra containerkranar av super-post-panamax-typ. Med ett vattendjup på 16,5 meter möjliggörs anlöp av Östersjöns största fartyg. Den planerade containerhamnens totala kapacitet kommer så småningom att uppgå till 300 000  containrar per år. Containerterminalen kommer att ersätta containerhanteringen i Frihamnen i Stockholm och drivs av den Hongkong-baserade terminaloperatören Hutchison Port Holdings, medan roro-delen drivs av Stockholms Hamnar. 
Hamnanläggningen ansluter till järnvägsnätet genom ett fyra kilometer långt spår som kopplades till Nynäsbanan. Ett drygt 40-tal olika entreprenörer bidrog till projektet. Huvudentreprenörer för bygget var NCC, JM Entreprenad Terramare och Veidekke. För den arkitektoniska utformningen stod Wåhlin Arkitekter genom Per Wåhlin. Projektets kostnad var 3,8 miljarder kronor.
Den nya hamnanläggningen blev vinnare för Årets Bygge 2021. Juryns motivering löd:
| ” | Totalvinnaren i Årets Bygge 2021 är inte ett bygge – utan flera komplexa i ett. Vägar, broar och byggnader som knyts ihop med tågspår, tunnel och en godsterminal i världsklass. Budget- och tidsplan är oklanderlig, samverkan mellan de 40 olika entreprenörerna imponerande och skadestatistiken osannolikt föredömlig. Ett skepp kommer lastat! Med vadå? Vinnaren av Årets Bygge 2021: Stockholm Norvik Hamn. Vi säger stort grattis! | „ |

## Bilder

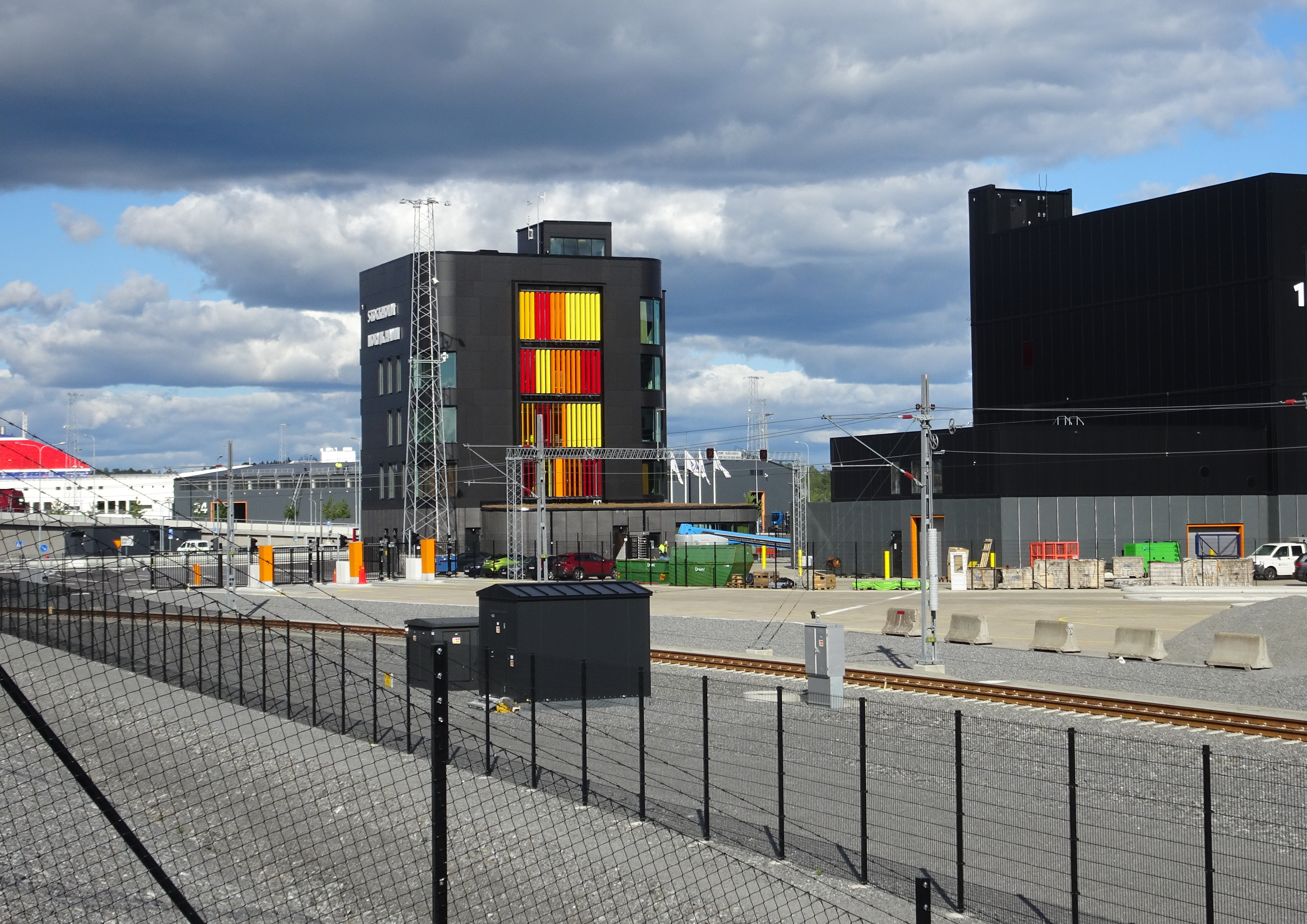
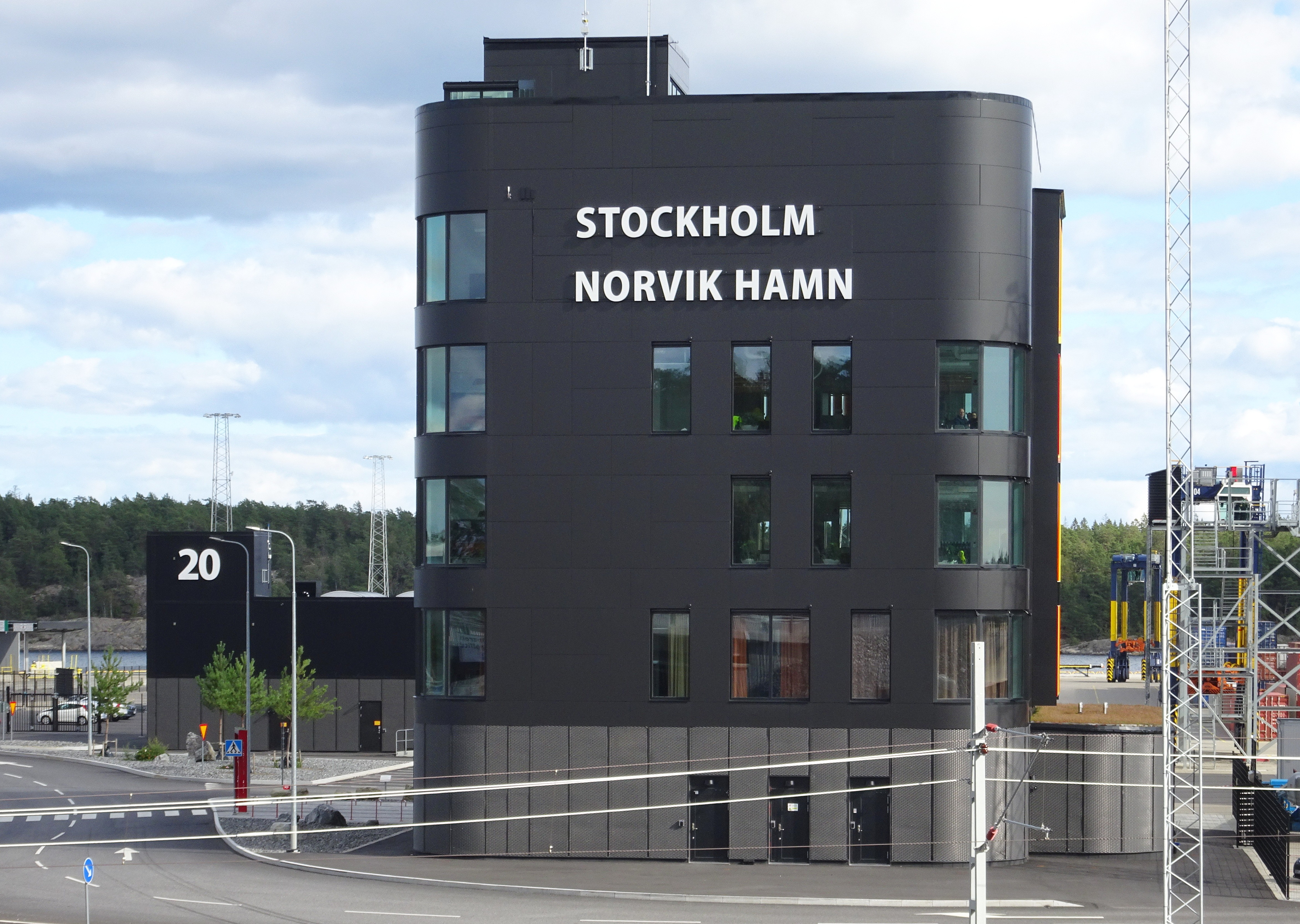
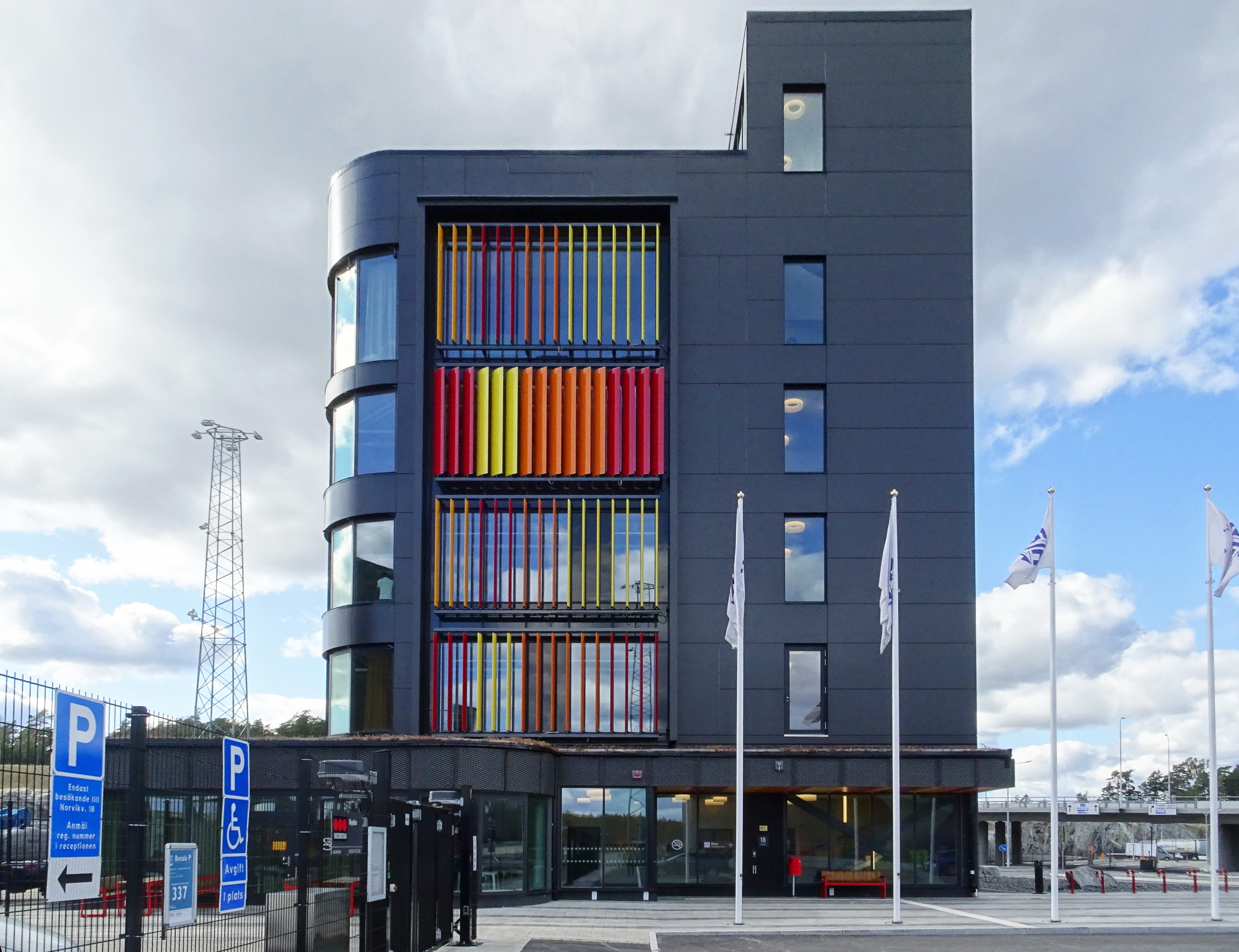
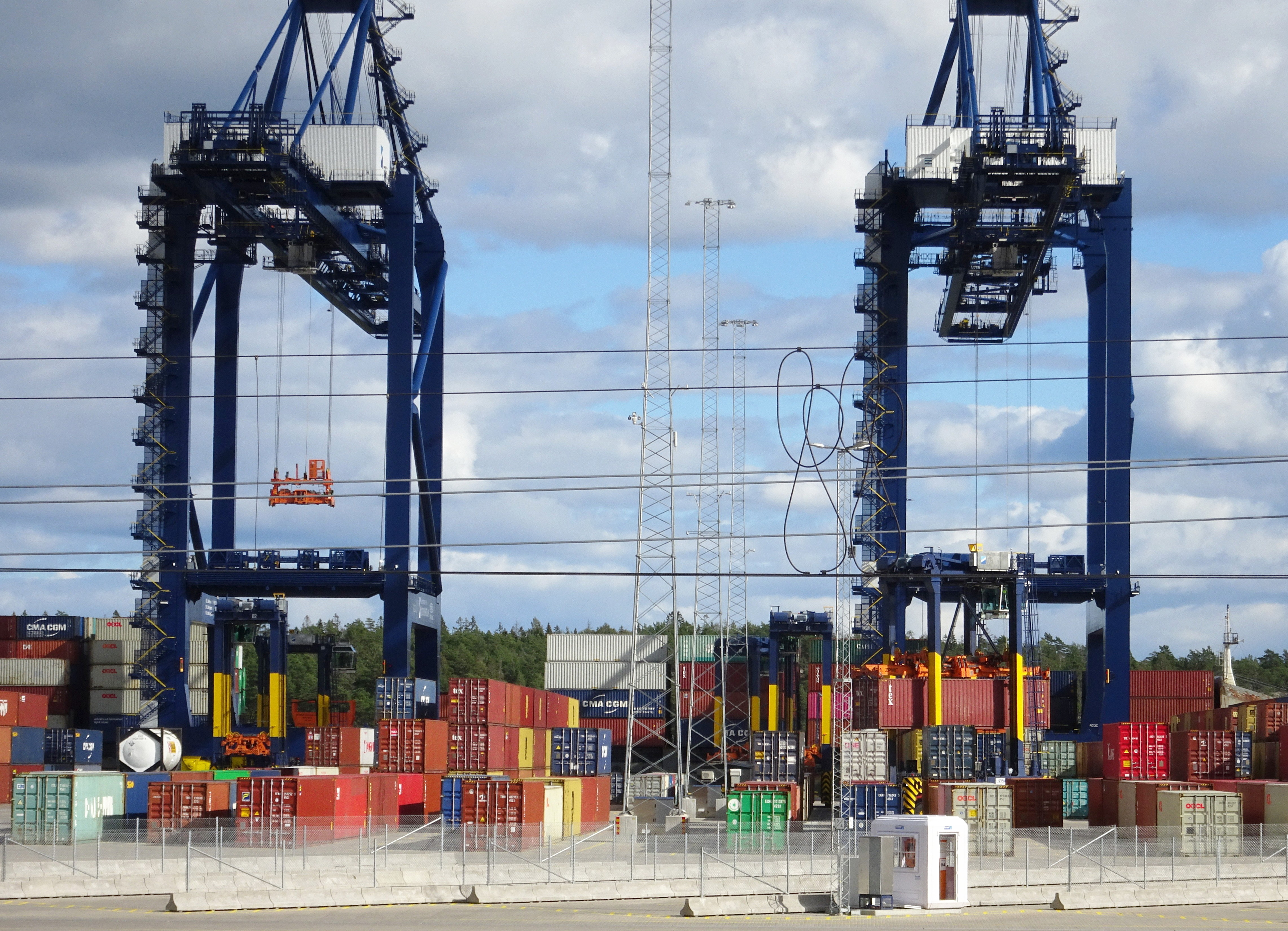